# P’yŏngan Północny
P’yŏngan Północny (kor. 평안북도, P’yŏngan-pukto) – prowincja w Korei Północnej.  Prowincja powstała w 1896 roku z północnej części dawnej prowincji P’yŏngan. Stolicą jest Sinŭiju. W roku 2002 w pobliżu stolicy, w zachodniej części prowincji ustanowiono Specjalny Region Administracyjny Sinŭiju bezpośrednio zarządzany przez północnokoreański rząd.

## Geografia
Północną granicę z Chinami wyznacza rzeka Jalu. Od wschodu graniczy z Chagang, a od południa z P’yŏngan Południowym. Zachodnią granicę wyznacza Zatoka Koreańska oraz Morze Żółte, przez Koreańczyków zwanym Morzem Zachodnim.

## Podział administracyjny
P’yŏngan Północny podzielony jest na 3 miasta (kor. Si) oraz 22 powiaty (kor. Kun).

### Miasta
- Sinŭiju-si (신의주시; 新義州市)
- Chŏngju-si (정주시; 定州市)
- Kusŏng-si (구성시; 龜城市)

### Powiaty
- Ch’angsŏng-gun (창성군; 昌城郡)
- Ch’ŏlsan-gun (철산군; 鐵山郡)
- Ch’ŏnma-gun (천마군; 天摩郡)
- Hyangsan-gun (향산군; 香山郡)
- Kujang-gun (구장군; 球場郡)
- Kwaksan-gun (곽산군; 郭山郡)
- Nyŏngbyŏn-gun (녕변군; 寧邊郡)
- Pakch’ŏn-gun (박천군; 博川郡)
- P’ihyŏn-gun (피현군; 枇峴郡)
- Pyŏktong-gun (벽동군; 碧潼郡)
- Ryongch’ŏn-gun (룡천군; 龍川郡)
- Sakju-gun (삭주군; 朔州郡)
- Sindo-gun (신도군; 薪島郡)
- Sŏnch’ŏn-gun (선천군; 宣川郡)
- T’aech’ŏn-gun (태천군; 泰川郡)
- Tae’gwan-gun (대관군; 大館郡)
- Tongch’ang-gun (동창군; 東倉郡)
- Tongnim-gun (동림군; 東林郡)
- Ŭiju-gun (의주군; 義州郡)
- Unjŏn-gun (운전군; 雲田郡)
- Unsan-gun (운산군; 雲山郡)
- Yŏmju-gun (염주군; 鹽州郡)

## Klasztory buddyjskie
- Bohyeon sa